# O God, the Aftermath
O God, the Aftermath es el segundo álbum de estudio de la banda estadounidense de metalcore Norma Jean, lanzado el 1 de marzo de 2005. Al igual que sus álbumes anteriores, Bless the Martyr and Kiss the Child (2002), el álbum fue lanzado por Solid State Records. Este es el primer álbum con el vocalista Cory Brandan.
El álbum se relanzó el 21 de marzo de 2006 como CD/DVD con una portada ampliada nominada al Grammy, dos horas de metraje adicional y "ShaunLuu" como tema extra, que también formó parte de la banda sonora de Masters of Horror. Originalmente, este tema iba a durar 7 minutos, pero tuvo que acortarse para la banda sonora. En el relanzamiento, si se mantiene pulsado el botón de rebobinado en un reproductor de CD hasta que la pantalla marque -2:20, se esconde una canción instrumental.

## Lista de canciones
Todas las letras escritas por Cory Brandan, toda la música compuesta por Norma Jean. 
| N.º | Título                                                           | Duración |  |
| 1.  | «Murderotica: An Avalanche in D Minor»                           | 1:58     |  |
| 2.  | «Vertebraille: Choke That Thief Called Dependence»               | 3:12     |  |
| 3.  | «Bayonetwork: Vultures in Vivid Color»                           | 3:29     |  |
| 4.  | «Dilemmachine: Coalition, Hoax»                                  | 2:12     |  |
| 5.  | «Coffinspire: Multitudes, Multitudes in the Valley of Decision!» | 4:25     |  |
| 6.  | «Liarsenic: Creating a Universe of Discourse»                    | 4:08     |  |
| 7.  | «Disconnecktie: The Faithful Vampire»                            | 10:02    |  |
| 8.  | «Absentimental: Street Clam»                                     | 3:12     |  |
| 9.  | «Charactarantula: Talking to You and the Intake of Glass»        | 4:17     |  |
| 10. | «Pretendeavor: In Reference to a Sinking Ship»                   | 4:27     |  |
| 11. | «Scientifiction: I. A Clot of Tragedy/II. A Swarm of Dedication» | 6:22     |  |

## Personal
Norma Jean
- Cory Brandan – voz, guitarras
- Scottie H. Henry – guitarras
- Chris John Day – guitarras
- Jake Schultz – bajo
- Daniel Davison – batería